# Zhong Minwei
Zhong Minwei, född 9 april 1987, är en friidrottare från Kina. Han deltog vid olympiska sommarspelen 2008.